# 克雷桑蒂涅
克雷桑蒂涅（法語：Crésantignes，法語發音：[kʁezɑ̃tiɲ]）是法国奥布省的一个市镇，位于该省中部偏南，属于特鲁瓦区和特鲁瓦香槟都会城市圈公共社区，其市镇面积为2.1平方公里，2022年1月1日时人口数量为310人。
克雷桑蒂涅是特鲁瓦香槟都会城市圈公共社区的组成部分，位于特鲁瓦市区以南大约20公里。

## 地名
该地在中文谷歌地图以及部分网站中被误译为“克雷桑蒂盖”，此名称为地图从Wikidata上抓取的中文维基早期机翻误译，而“克雷桑蒂涅”一名则符合法汉译音规则、法语地名译名习惯与中文维基社群共识。

## 行政
克雷桑蒂涅的邮政编码为10320，INSEE市镇编码为10116。

## 地理

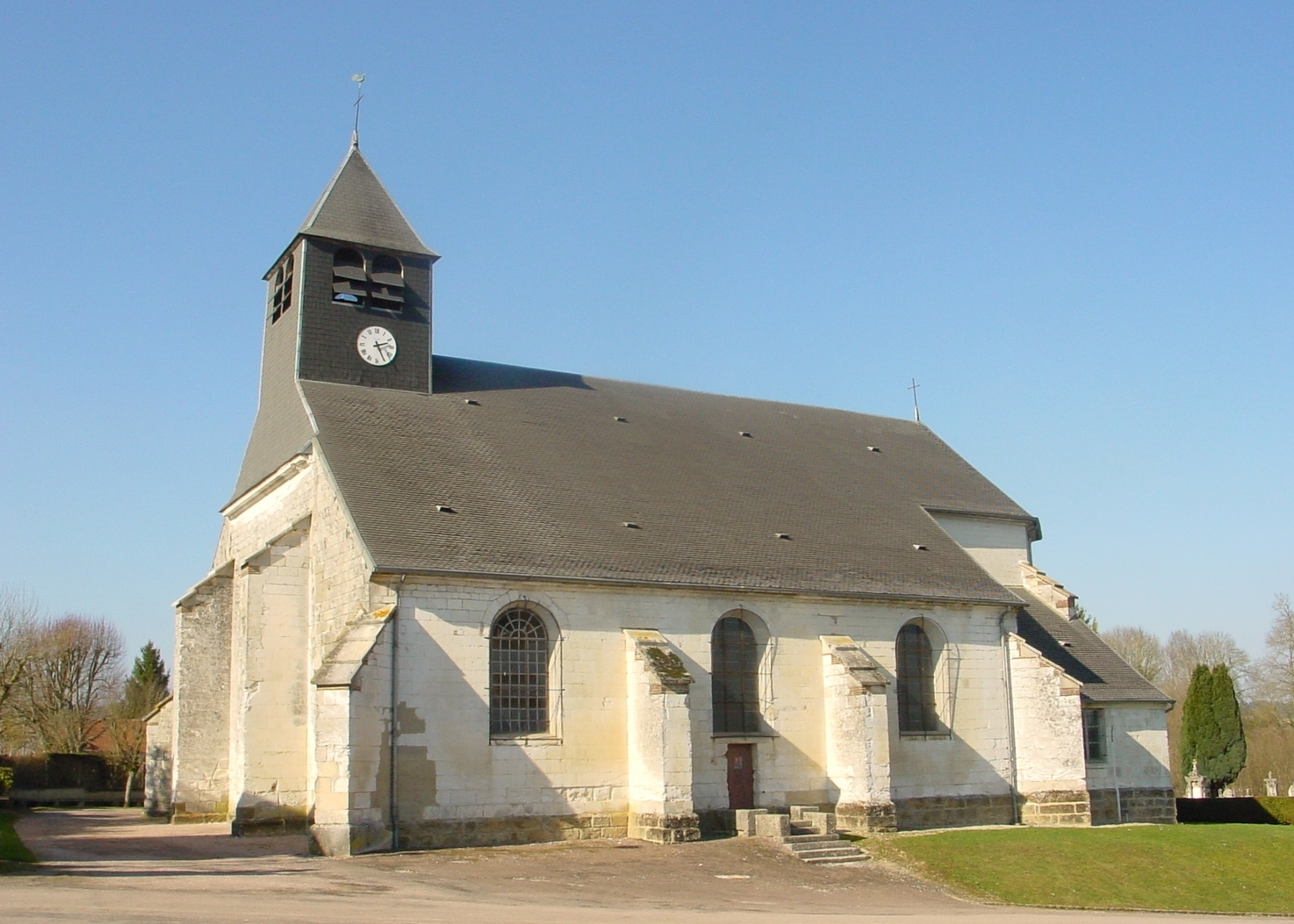
克雷桑蒂涅教堂

克雷桑蒂涅（48°8'28"N, 4°1'9"E）位于法国中北部偏东，大东部大区西南部和奥布省中南部。
与克雷桑蒂涅接壤的市镇包括：费拉沙佩勒、雅韦尔南、热尼、马希、圣法勒。
克雷桑蒂涅属于塞纳河流域，莫涅河发源于境内，境内地势平坦。
按照柯本气候分类法，克雷桑蒂涅属于温带海洋性气候，全年温差较小，降水分布均匀。

## 历史
克雷桑蒂涅出现于中世纪中期，历史上长期为一普通村落，法国大革命后成为市镇，19世纪时，一条铁路从境内北部经过，后改为公路。

## 交通
法国国道N77线经过境内北部，奥布省省道D34线从克雷桑蒂涅镇中心经过。

## 政治
现任克雷桑蒂涅市长为多米尼克·布朗夏尔先生（Dominique Blanchard），他是共和党的一名成员。

## 人口
| 年份   | 1936 | 1946 | 1954 | 1962 | 1968 | 1975 | 1982 | 1990 | 1999 | 2006 | 2007 | 2012 | 2017 |
| ------ | ---- | ---- | ---- | ---- | ---- | ---- | ---- | ---- | ---- | ---- | ---- | ---- | ---- |
| 人口數 | 250  | 255  | 286  | 248  | 208  | 202  | 256  | 277  | 269  | 276  | 277  | 309  | 312  |